# Corno Bianco (Dolomiti)
Il Corno Bianco (2.316 m s.l.m. - Weißhorn in tedesco) è una montagna delle Dolomiti di Fiemme nelle Dolomiti.
Si trova nella Bassa Atesina e nella Dorsale degli Oclini. Il monte è collocato a nord del passo di Oclini.

## Descrizione
Dalla sommità del Corno Bianco ha origine una incisione torrentizia, la gola del Bletterbach, di oltre 900 metri di dislivello tra la cima e il fondo. È una gola intagliata dall'omonimo torrente Bletterbach che nel corso dei millenni ha inciso profondamente la successione di rocce stratificate che stanno alla base del complesso dolomitico. È uno dei luoghi dove si può avere un'immediata rappresentazione visiva della storia geologica delle Dolomiti, fatta di successivi eventi di sedimentazione.

## Ascensione
Da passo Oclini (Jochgrimm) è possibile salire sulla cima del Corno Bianco in circa un'ora di cammino, in un itinerario molto frequentato nei mesi estivi.